# Liste der portugiesischen Botschafter in Venezuela
Die Liste der portugiesischen Botschafter in Venezuela listet die Botschafter der Republik Portugal in Venezuela auf. Der erste Botschafter Portugals akkreditierte sich 1914 in der neu eröffneten portugiesischen Legation in der venezolanischen Hauptstadt Caracas. 1960 wurde die Legation zur Botschaft erhoben. Die Botschaft ist auch für eine Reihe anderer südamerikanischer und insbesondere karibischer Staaten zuständig.
Neben der Botschaft in Caracas ist je ein portugiesisches Generalkonsulat in Caracas und in Valencia eingerichtet, dazu bestehen Honorarkonsulate in Barcelona, Ciudad Guayana/Puerto Ordaz, Los Teques, La Guaira, Barquisimeto, Guanare, Maracay, Mérida, San Cristóbal und auf der Isla Margarita.

## Missionschefs
| Name                                                | Bild      | Amtszeit                             | Anmerkungen                                                                            |
| Venezuela                                           | Venezuela | Venezuela                            | Venezuela                                                                              |
| --------------------------------------------------- | --------- | ------------------------------------ | -------------------------------------------------------------------------------------- |
| Fernão Botto Machado                                |           | 1914–1917                            | Ministro Plenipotenciário, 1914 als erster Vertreter Portugals in Caracas akkreditiert |
| António Patricio                                    |           | 6. August 1927 –20?. Juli 1928       | Ministro Plenipotenciário, am 23. September 1927 akkreditiert                          |
| Jorge Cesar Rosa de Oliveira                        |           | 13. April 1946 –6. November 1946     | Ministro Plenipotenciário, am 2. Mai 1946 akkreditiert                                 |
| Alberto Carlos Liz-Teixeira Branquinho              |           | 6. November 1946 –22. April 1949     | Geschäftsträger                                                                        |
| João Maria da Silva Lebre e Lima                    |           | 12. Februar 1948 –20. Februar 1948   | Sonder-Botschafter                                                                     |
| António José Alves Júnior                           |           | 22. April 1949 –21. Juni 1951        | Ministro Plenipotenciário, am 18. Mai 1949 akkreditiert                                |
| Amílcar Lino Franco                                 |           | 21. Juni 1951 –22. April 1952        | Geschäftsträger                                                                        |
| Martim Machado de Faria e Maia Junior               |           | 23. April 1952 –16. März 1956        | Geschäftsträger                                                                        |
| Alberto Carlos Liz-Teixeira Branquinho              |           | 22. März 1956 –18. Januar 1960       | Ministro Plenipotenciário, am 5. April 1956 akkreditiert                               |
| Carlos Augusto Fernandes                            |           | 18. Januar 1960 –25. März 1960       | Geschäftsträger                                                                        |
| Marcus de Fontes Pereira de Melo Fonseca            |           | 25. März 1960 –23. Juli 1962         | Botschafter, am 8. April 1960 akkreditiert                                             |
| Alexandre Eduardo Lencastre da Veiga                |           | 23. Juli 1962 –16. Juni 1966         | Geschäftsträger                                                                        |
| António Alexandre da Rocha Fontes                   |           | 17. Juni 1963 –6. Januar 1969        | Botschafter, am 4. Juli 1963 akkreditiert                                              |
| Frederico José Teixeira de Sampaio                  |           | 4. März 1969 –31. Juli 1972          | Botschafter, am 14. April 1969 akkreditiert                                            |
| João Morais da Cunha Matos                          |           | 23. Oktober 1972 –9. Juli 1977       | Botschafter, am 30. Oktober 1972 akkreditiert                                          |
| ?                                                   |           | 9. Juli 1977 –28. Juli 1977          | Geschäftsträger                                                                        |
| Walter Ruivo Pinto Gomes Rosa                       |           | 28. Juli 1977 –27. Februar 1981      | Botschafter                                                                            |
| João Rosa Lã                                        |           | 27. Februar 1981 –19. September 1981 | Geschäftsträger                                                                        |
| Pedro Martim da Cunha Veia Madeira de Andrade       |           | 19. September 1981 –29. Juni 1986    | Botschafter, am 12. Oktober 1981 akkreditiert                                          |
| António Augusto Carvalho de Faria                   |           | 26. August 1986 –5. Januar 1988      | Geschäftsträger                                                                        |
| Duarte Vaz Pinto da Fonseca de Sá Pereira de Castro |           | 6. Januar 1988 –23. Januar 1993      | Botschafter, am 6. Januar 1988 akkreditiert                                            |
| Júlio Francisco de Sales Mascarenhas                |           | 1993– 1. April 1999                  | Botschafter, am 8. Februar 1993 akkreditiert                                           |
| Fernando Manuel Oliveira de Castro Brandão          |           | 11. April 1999 –27. September 2002   | Botschafter, am 5. Mai 1999 akkreditiert                                               |
| Vasco Luís Pereira Bramão Ramos                     |           | 24. März 2003 –18. Mai 2005          | Botschafter                                                                            |
| João Pedro de Noronha Brito Câmara                  |           | 19. März 2005 –1. April 2005         | Übergangs-Geschäftsträger                                                              |
| José Manuel da Costa Arsénio                        |           | 2. Mai 2005 –21. März 2006           | Botschafter                                                                            |
| Emídio da Veiga Domingos                            |           | 22. März 2006 –28. November 2006     | Übergangs-Geschäftsträger                                                              |
| João José Gomes Caetano da Silva                    |           | 29. November 2006 –9. Januar 2011    | Botschafter                                                                            |
| Mário Alberto Lino da Silva                         |           | 11. Januar 2011 –30. März 2014       | Botschafter                                                                            |
| Fernando Manuel de Jesus Teles Fazendeiro           |           | 2014– 24. Juli 2017                  | Botschafter, am 5. Mai 2014 akkreditiert                                               |
| Carlos Nuno Almeida de Sousa Amaro                  |           | seit 13. September 2017              | Botschafter, am 5. Februar 2018 akkreditiert                                           |